# Gemeentehuis van Kamerik
Het gemeentehuis van Kamerik is bouwwerk aan het Burgemeester Breenplantsoen in de Nederlandse plaats Kamerik dat van 1955 tot 1989 dienst heeft gedaan als gemeentehuis. Tegenwoordig wordt de voormalige raadszaal verhuurd voor trouwerijen.
Op 28 december 1945 nam de gemeenteraad het principebesluit om een nieuw gemeentehuis te bouwen, waarna op 28 juni 1949 besloten werd om de Woerdense architect Worst opdracht te geven om een plan te ontwerpen. Dit plan werd op 18 november 1952 aanvaard door de gemeenteraad, waarna op 4 juni 1954 de eerste steen werd gelegd door commissaris van de Koningin Marius Antoon Reinalda.
In de raadszaal zijn nog veel originele elementen aanwezig, zoals de kroonluchters en de stoel van de burgemeester met hierop het wapen van Kamerik. De houten bankjes die dienstdeden als publieke tribune zijn ook nog aanwezig. De tafels en stoelen van de gemeenteraadsleden zijn niet meer origineel. De zaal heeft meerdere glas in loodramen.
Zo is er een raam dat gewijd is aan de Hongerwinter. Hierop is te zien hoe inwoners van Kamerik met een boot naar Friesland varen om aardappelen te halen. De Duitse bezetting wordt verbeeld als een soldaat met zwaard die een vrouw onderdrukt. Een ander raam laat het productieproces van kaas zien.
Onder het gebouw bevindt zich een kelder van beton die dienst kan doen als schuilkelder. Eén van de ruimtes in de kelder is voorzien van een dikke stalen deur.
Tegenover het gemeentehuis bevindt zich een plantsoen met daarin het beeld Man en paard van de Kamerikse kunstenaar Taeke Friso de Jong.
In de nok aan de zijkant van het gebouw bevindt zich een reliëf van een veulen van kunstenaar Pieter Starreveld.
Momenteel is er een bedrijf gevestigd in het voormalig gemeentehuis.

## Afbeeldingen

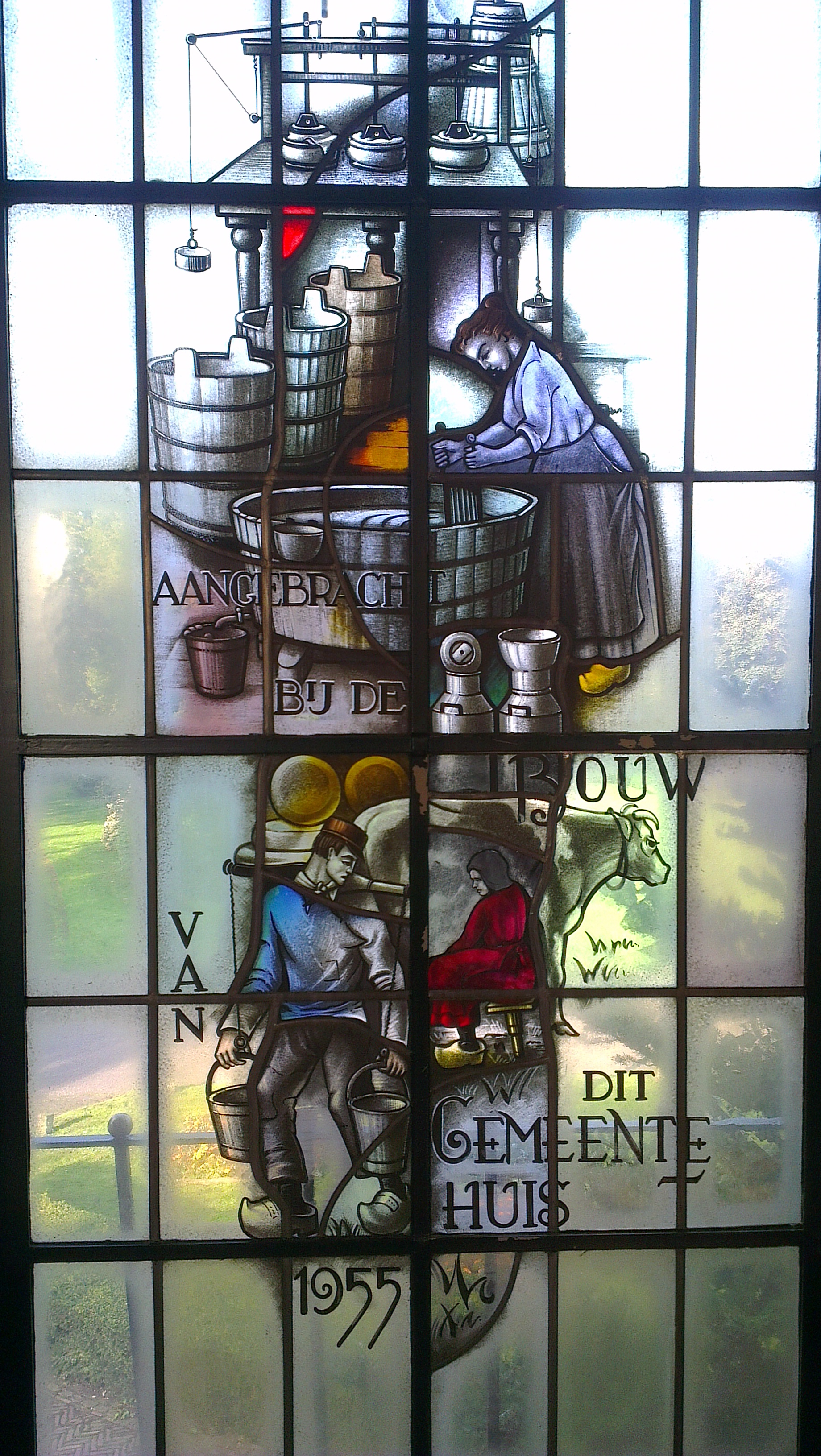
Glas in loodraam: kaas
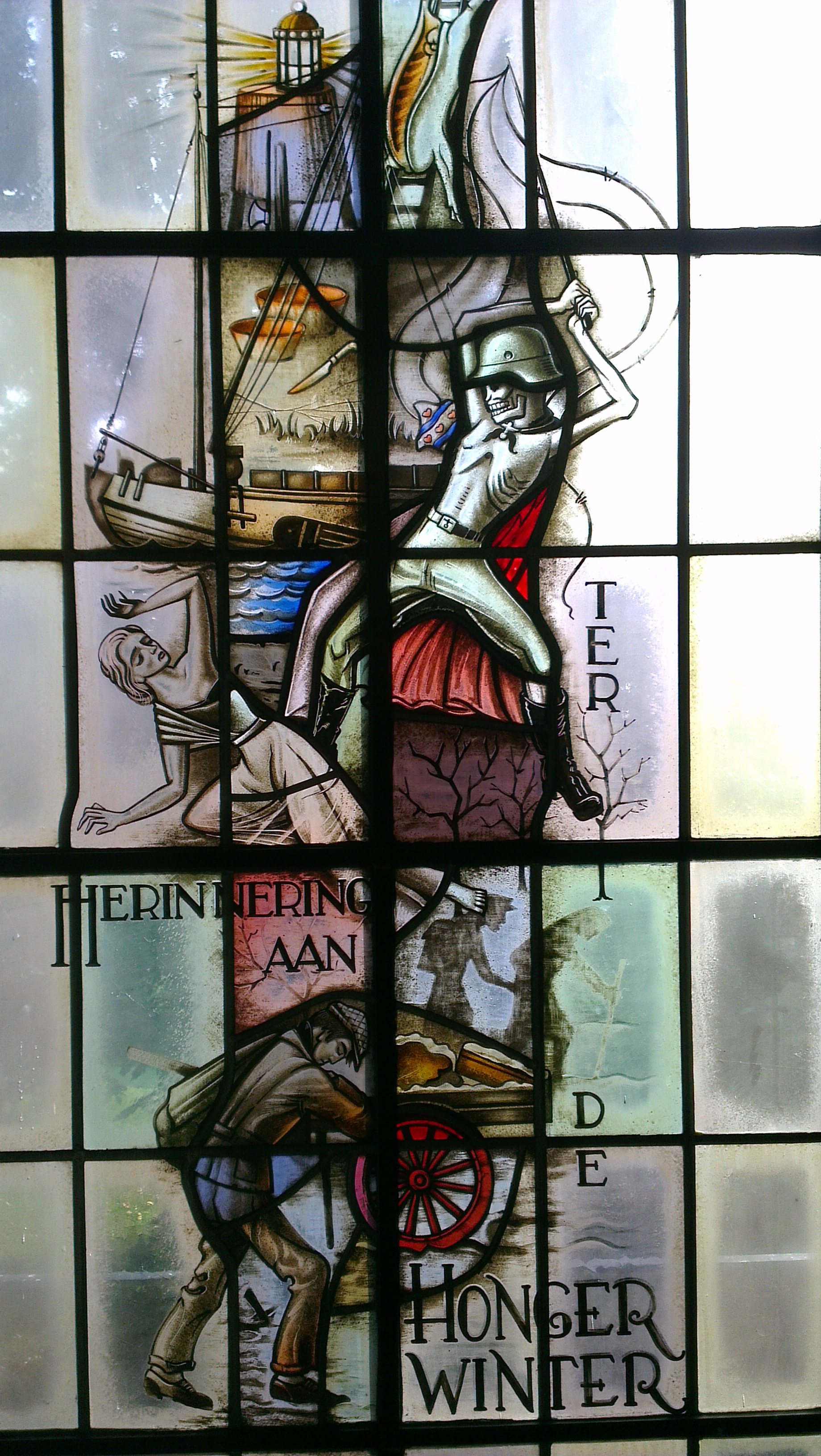
Glas in loodraam: Hongerwinter
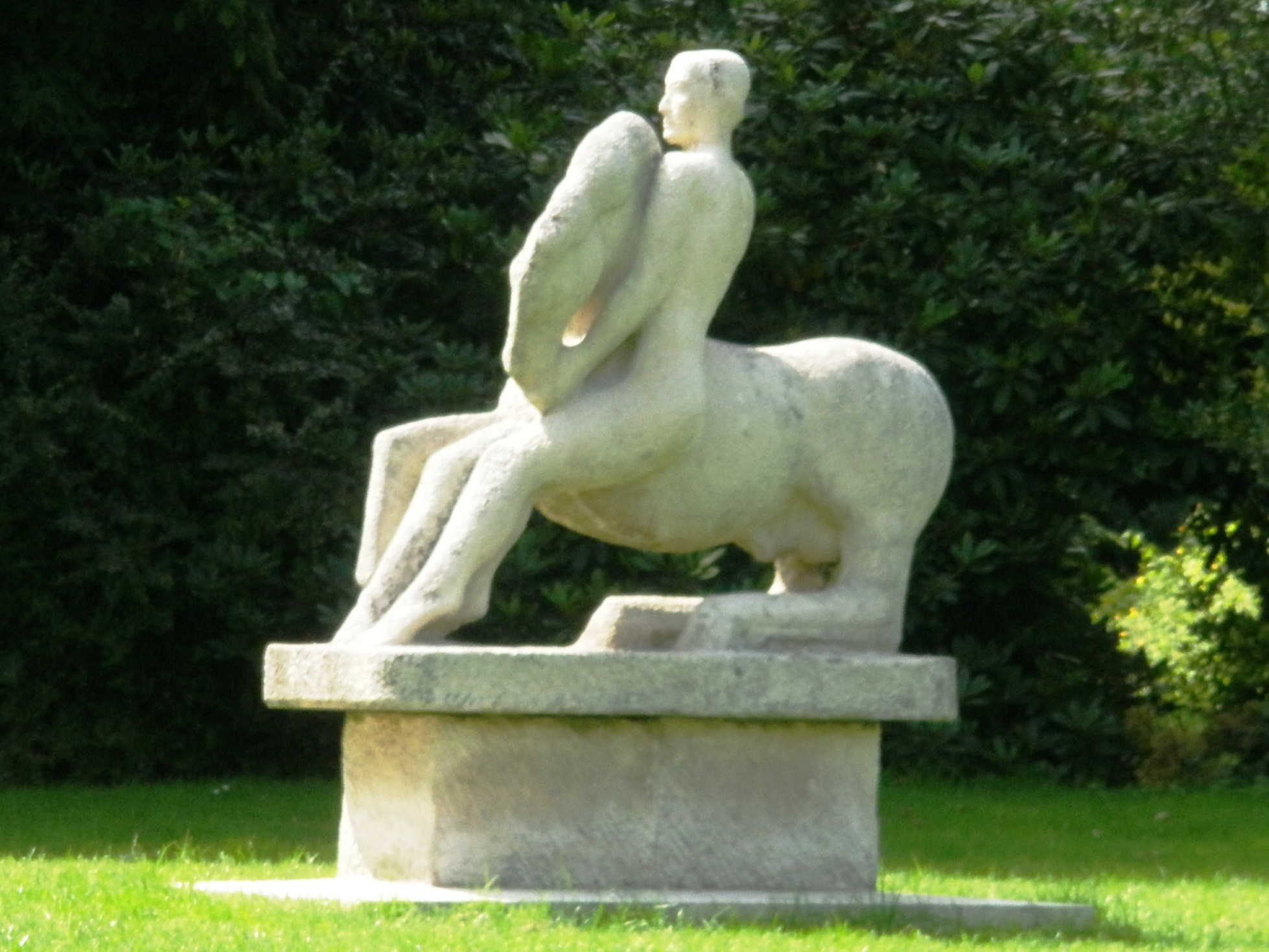
Beeld van Taeke Friso de Jong
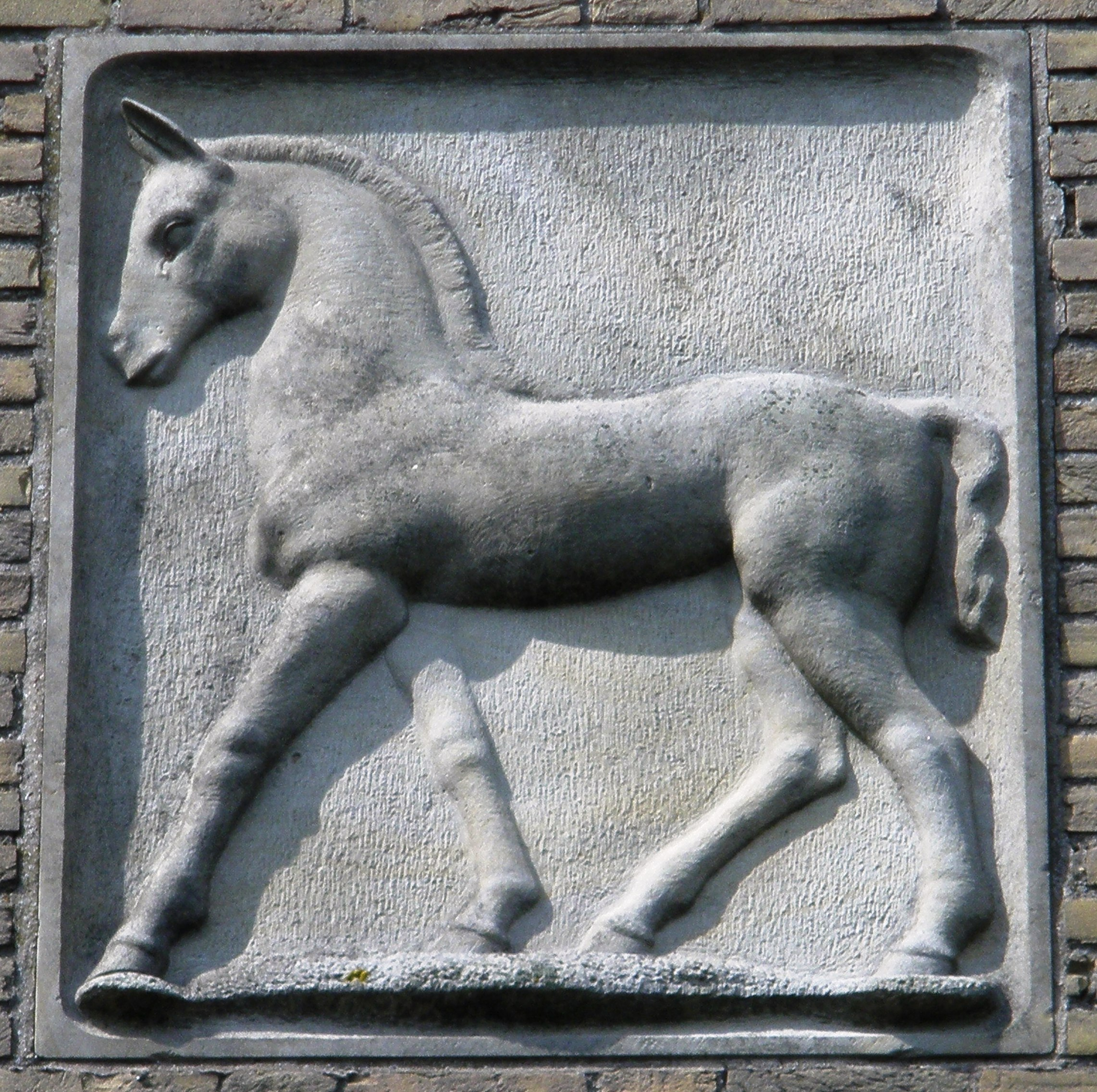
Reliëf aan de zijkant van het gemeentehuis